# Révolte des Comuneros (Paraguay)
 (décembre 2016).
Le contenu est difficilement compréhensible vu les erreurs de traduction, qui sont peut-être dues à l'utilisation d'un logiciel de traduction automatique.
Pour les articles homonymes, voir Révolte des Comuneros et Comunero.

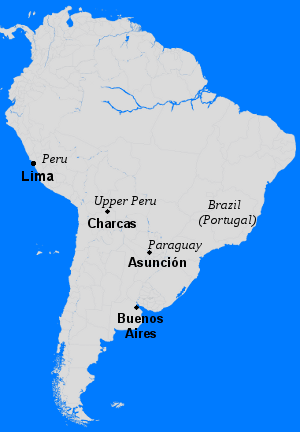
Villes remarquables de la vice-royauté du Pérou au cours de la révolte, centrées autour d'Asunción.

Au Paraguay dans la vice-royauté du Pérou, la révolte des Comuneros (espagnol : Revolución Comunera) fut une série de soulèvements des colons contre les autorités espagnoles entre 1721-1725 et 1730-1735. La cause sous-jacente de l'agitation était le fort ressentiment anti-jésuites parmi les Paraguayens et l'aversion pour tout gouverneur considéré comme favorisant les jésuites. Lors de la reprise de la révolte en 1730, des questions économiques se posaient également. Au cours de sa seconde phase, l'organisation rebelle s'est scindée deux; d'un côté, les pauvres des campagnes et, de l'autre, les élites urbaines, formant chacune leurs propres factions avec des griefs semblables contre les jésuites, mais une politique incompatible. Le Paraguay avait une tradition d'autonomie exceptionnellement forte et les colons n'obéissaient pas strictement à tout ce que le gouverneur de la Couronne espagnole avait décrété. Cette indépendance a contribué à faire avancer la révolte.
Les débuts de la révolte étaient d'abord presque légaux. José de Antequera y Castro (1690-1731), un juge de la Real Audiencia de Charcas, fut envoyé à Asunción en 1721 pour examiner des accusations d'inconduite contre le gouverneur pro-jésuite, Diego de los Reyes Balmaseda.  Antequera conclut que les accusations étaient valables, força Reyes à l'exil et, plus tard, l'emprisonna puis se déclara lui-même gouverneur par le pouvoir de l'Audencia en 1722. Antequera accusa les jésuites de divers crimes, exigea que les Indiens des missions sous son autorité soient asservis et distribués aux citoyens du Paraguay, et expulsa les jésuites de leur collège à Asunción. Toutes ces actions eurent le soutien des citoyens d'Asunción, et les gouverneurs furent déchus et remplacés avant que le gouvernement central ne se plaigne. Cependant, le vice-roi du Pérou Diego Morcillo, demeurant à Lima, n'approuva pas l'action d'Antequera et ordonna la restauration de Reyes comme gouverneur. Avec le soutien des colons, Antequera refusa, citant l'autorité de l'Audencia comme supérieure à celle du vice-roi. La querelle entre Antequera et la vice-royauté se poursuivit après le remplacement de Viceroy Morcillo par le marquis de Castelfuerte comme vice-roi du Pérou. La milice paraguayenne d'Antequera fut attaquée et vaincue par l'alliance des Indiens des Missions Jésuites et des forces coloniales espagnoles. La bataille entacha la légitimité de la revendication d'Antequera de gouverner et une seconde force fut envoyée par Castelfuerte contre un mouvement maintenant considéré comme clairement traître. Antequera démissionna en 1725 et fuit à Charcas, tandis que l'ordre fut apparemment restauré dans la province. Antequera fut arrêté, emprisonné pendant cinq ans à Lima et exécuté.
Le Paraguay fut calme pendant 5 ans sous la gouvernance intérimaire Martín de Barua, considérée comme amicale aux colons et hostile aux Jésuites. Cependant, lorsqu'il fut remplacé par Ignacio de Soroeta, le Paraguay refusa son nouveau gouverneur. Fernando de Mompo y Zayas avait répandu l'idée parmi la population que le pouvoir du peuple - le común - était supérieur au pouvoir du gouverneur et même celui roi. Les comuneros tinrent de nouvelles élections au conseil municipal d'Asunción, remportèrent les sièges, et reprirent l'autonomie. Agustín de Ruyloba, le gouverneur de remplacement envoyé en 1732, fut tué par les comuneros. Cependant, le mouvement comunero se divisa plusieurs fois. Les notables d'Asunción, qui avaient été heureux de défier les autorités coloniales lorsqu'ils dirigeaient le conseil municipal, voyant les Paraguayens les plus pauvres commencer à piller les domaines et les biens de tout notable, craignirent la rupture totale de l'ordre.  L'incapacité d'Asunción à commercer avec le reste de l'Empire espagnol a également conduit à une crise économique. Lorsque les forces coloniales arrivèrent finalement à Asunción, les communeros, divisés, se dispersèrent et fuirent. Et, après une offre de clémence, la majorité de la faction restée à Asunción se joignit aux forces gouvernementales.